# Cela (Angola)
Cela è un municipio dell'Angola appartenente alla provincia di Cuanza Sud. Ha 147.896 abitanti (stima del 2006) ed una superficie di 5.525 km².